# Burggraf

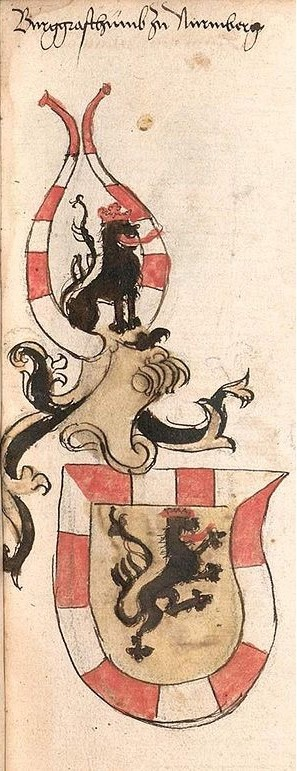
Burggrafentum zu Nuremberg

Der Burggraf (lateinisch praefectus, castellanus oder burggravius) ist ein Amt aus dem Lehnswesen des Mittelalters. Der Herrschaftsbereich eines Burggrafen hieß Burggrafschaft (lat. prefectura). Die zum landsässigen niederen Adel gehörenden Burggrafen übernahmen die Amtsbezeichnung manchmal auch als Namensbestandteil.

## Begriff
Ein Burggraf herrschte in einem kleinen Territorium, das er von einem Landesherrn (König, Herzog, Graf, Fürstbischof, Bischof) zu Lehen bekommen hatte. Seine Funktion war die Vertretung des Landesherrn. Seine Kompetenzen waren Verwaltungs-, Militär- und/oder Rechtsprechungsaufgaben, in einzelnen Fällen sogar das Münzregal (Doninsche Brakteaten).
Die Stellung unterschied sich in den ersten Jahrhunderten deutlich von einem Burgvogt, der nur die Verwaltung und das militärische Kommando über eine Burg innehatte. In späteren Jahrhunderten vermischten sich diese Bezeichnungen mitunter.
Auch in anderen abendländischen Gebieten besagt der Burggrave, der Burgicomes in erster Linie den Befehlshaber eines festen Platzes, der in Frankreich wohl mit den Châtelain zusammenfällt, während er sich in Flandern mit dem Bailli überschneidet. In Spanien und Portugal entspricht der Alcaide, bzw. „Alcaide Mayor“ (Alcaide Mór) einem gleichen Sachverhalt.
Seit dem 12./13. Jahrhundert konnte Burggraf auch nur noch ein Titel ohne reale Befugnisse und ein entsprechendes Territorium sein.

## Geschichte

### Anfänge
Der erste Burggraf im Heiligen Römischen Reich wird für Regensburg erwähnt. Arnold von St. Emmeram nennt in der ersten Hälfte des 11. Jahrhunderts einen gewissen Burchard als prefectus Ratisbonensis. Die Gründung der Burggrafschaft erfolgte zwischen 953 und 972, vielleicht zum Jahreswechsel 960/61. Nach Burchard kamen die Burggrafen seit ca. 980 aus der Familie der Babonen. Nach deren Aussterben kurz vor 1200 gelangte die Burggrafschaft an Herzog Ludwig den Kelheimer von Bayern. Der Charakter der Burggrafschaft war lange umstritten. Neue Forschungen haben ergeben, dass es sich bei der Burggrafschaft Regensburg um eine Stadtgrafschaft handelte. Die Burggrafschaft war demnach nicht der Grafschaft im westlichen Donaugau nachgeordnet oder eingegliedert, sondern eine eigenständige Grafschaft, deren Inhaber gräfliche Rechte (Jurisdiktion, Militärverwaltung, Administration) aus eigener Kraft ausübten. Anderen, wie den Burggrafen von Rheineck gelang es sogar, reichsunmittelbar zu werden und eine den Reichsgrafen ähnliche Stellung zu erhalten.
Daneben gab es – vor allem in Süd- und Ostdeutschland – im 11. und 12. Jahrhundert zahlreiche Burggrafen – erwachsen aus dem älteren Amt des Vogtes – die nur der militärische Befehlshaber einer Reichs- oder Bischofsburg, einer Königs- oder Bischofsstadt waren und damit Übergeordnete der Burgmannen.

Zu den vornehmsten Obliegenheiten gehörten neben dem militärischen Kommando, das naturgemäß auf Verteidigung eingestellt war, das richterliche Amt (Burggrafen-Gericht) und die Aufsicht über bestimmte Verwaltungszweige (Bauwesen, Gewerbe, Zölle etc.) Außer den königlichen Burggrafen gab es vorwiegend solche eines geistlichen Fürsten, welche in den untertänigen Städten die Stellung eines „Stadtgrafen“, d. h. eines Vogtes, bekleideten. So etwa in Köln, wo der Burggraf die vom Erzbischof derivierende hohe Gerichtsbarkeit ausübte, genau wie in Mainz, Trier, Straßburg und den anderen fürstlichen Städten. Nicht selten waren die Landesherren selber Inhaber des Burggrafen-Amtes, um sich bei dessen Ausübung entsprechend vertreten zu lassen. Mit der Zeit kam die genannte Würde immer mehr in die Hände der Regierenden oder sonst hervorragender Geschlechter, um schließlich ein erbliches Lehen zu werden. Im Übrigen unterlag der Begriff im Reich selbst einer vielfältigen, keineswegs eng umschriebenen Deutung, in dem so ziemlich alles, was nach einem Burg-Hauptmann, einem Burg-Verwalter, oder sonst nach einem höheren Burg-Beamten aussah, ganz allgemein als Burggraf  tituliert wurde.

### Ostsiedlung
Seit dem 11. Jahrhundert setzten deutsche Könige Burggrafen in den Kolonisationsgebieten östlich von Elbe und Saale ein, zunächst in Meißen, im 12. Jahrhundert dann auch in den Reichsburgen Altenburg, Dohna und Leisnig. Diese sollten die Besitzungen und Rechte des Reichsgutes in den Gebieten wahren, auch gegen die Markgrafen und die Bischöfe von Meißen. Die Burggrafen erhielten ein umfangreiches Territorium von Königsgut im Umkreis und waren an der Kolonisation der Gebiete beteiligt. Sie erhielten das Richteramt und übten landesherrliche Rechte aus (Dohnaische Brakteaten).
Auch in Brandenburg wurde kurz nach der Eroberung 1160 ein Burggraf eingesetzt, der wohl die königlichen Ansprüche gegen die askanischen Markgrafen schützen sollten. Diese konnten sich allerdings der lästigen Konkurrenz bereits Mitte des 13. Jahrhunderts entledigen, ähnlich wie die wettinischen Markgrafen, die in dieser Zeit die Altenburger Burggrafschaft erwarben. Nach 1402 gingen dann auch die Leisniger Burggrafschaft und 1456 zumindest das Territorium der Burggrafen von Meißen in deren Besitz über. Die Herren von Plauen konnten sich bis 1572 zumindest den Titel eines Burggrafen von Meißen erhalten.

### Weitere Entwicklung
Wie die anderen Ämter des Lehnsstaats wurde auch der Burggraf bald erblich, dann auch für landesherrliche Burgvögte benutzt, und war manchmal sogar nur ein reiner Titel.
Die Burggrafschaft konnte auch Ausgangspunkt adeliger Territorialpolitik werden, wie dies besonders deutlich bei den Burggrafen von Nürnberg oder der Burggrafschaft Friedberg zu beobachten ist. Besonders bekannt sind die (bischöflichen) Burggrafen des Bistums Mainz und des Bistums Magdeburg, die Stiftsvögte von Würzburg, die Burggrafen von Dohna, die Burggrafen von Schloss Staufeneck sowie die hohenzollernschen Burggrafen von Nürnberg und die meinheringer Burggrafen von Meißen, die Verwalter und Richter waren, aber nur in der Burg das militärische Kommando hatten.
Die das Amt vergebende Stelle konnte der Kaiser sein oder ein geistliches Fürstentum wie das Hochstift Würzburg, das zunächst das Burggrafenamt an die Grafen von Henneberg vergab, oder eine Anstalt wie das Stift St. Cassius in Bonn, welches das Burggrafenamt für den Drachenfels in Kurköln vergab.
Manchmal war das Amt von Beginn an erblich ausgelegt (Drachenfels), meist wurde es später erblich (Nürnberg) oder es wurde auch entzogen (wie im Fall des Bistums Würzburg, das seine weltliche Sicherung 1230 selbst übernahm). Ein Beispiel für die Entwicklung des Burggrafenamtes ist die Entwicklung der Burggrafen von Tirol, die sich von den Vögten für die Bischöfe von Trient und Brixen zu den das ganze Land beherrschenden Grafen von Tirol, deren damaliges Kerngebiet in Südtirol heute Burggrafenamt heißt. In Österreich wurde der Begriff Burggraf erst ab dem Ende des Mittelalters verwendet. Parallel wurde auch dazu der gleichbedeutende Ausdruck Burghauptmann verwendet, den es bis heute gibt.
Das einzige Adelsgeschlecht, das den Amtstitel Burggraf heute noch im Namen führt, sind die Grafen von Dohna.
Auf Burg Rheinfels ist in der Regierungszeit der Landgrafen von Hessen 1490 bis 1640 das Burggrafenamt sowohl durch bürgerliche wie auch niederadelige Beamte besetzt gewesen. Unter die Zuständigkeit des Burggrafen fiel dort unter anderem das Zeughaus. Lichtenberg im hessischen Odenwald kannte ebenfalls bürgerliche sowie niederadelige Burggrafen. Der erste Burggraf zu Lichtenberg 1315 war zugleich ein Burgmann. Dort verwaltete der Burggraf ebenso das Zeughaus. Lichtenberg hatte zusätzlich seit 1629 ein eigenes Burggericht ausgestattet mit dem Grafschaftsrecht.

„Das Burggericht, […] das Gericht, welches von dem Besitzer einer Burg bestellet und gehalten wird, und zuweilen unter dem Nahmen des Burggrafengerichtes vorkommt.“

Die Landgrafschaft Hessen-Kassel zählte die Burggrafen im 18. Jahrhundert zu den Hofbeamten und führte sie als Angehörige des Hofstaats. Die Aufgaben, mit denen der Burggraf betraut war, umfassten die Aufsicht über die landesherrlichen Domizile. In der Landgrafschaft Hessen-Darmstadt wurden die Burggrafen ebenfalls zu den Hofbeamten gezählt und führten ebenso die Aufsicht über die landgräflichen Häuser und Schlösser.

## Burggrafschaften

### Heiliges Römisches Reich
- Burggrafschaft Altenburg, Sachsen, reichsunmittelbar
- Burggrafschaft Arneburg, Altmark, wahrscheinlich markgräflich
- Burggrafschaft Brandenburg, markgräflich oder reichsunmittelbar
- Burggrafschaft Dohna, Sachsen, reichsunmittelbar
- Burggrafschaft Friedberg, Hessen, reichsunmittelbar
- Burggrafschaft Gent, Flandern, reichsunmittelbar
- Burggrafschaft Groitzsch (Meinheringer) Sachsen, reichsunmittelbar
- Burggrafschaft Kaltental, Württemberg, gräflich
- Burggrafschaft Kirchberg, Thüringen, reichsunmittelbar
- Burggrafschaft Leisnig, Sachsen, reichsunmittelbar
- Burggrafschaft Lienz und Lueg, Markgrafschaft Krain
- Burggrafschaft Magdeburg, erzbischöflich
- Burggrafschaft Meißen, Sachsen, reichsunmittelbar
- Burggrafschaft Neuenburg (Meinheringer), Thüringen, landgräflich und wettinisch
- Burggrafschaft Nürnberg, Franken, reichsunmittelbar
- Burggrafschaft Passau
- Burggrafschaft Saldenhofen, Steiermark
- Burggrafschaft Sommereck, Kärnten, zur Grafschaft Ortenburg
- Burggrafschaft Starkenberg und Stollberg (Staleburc)
- Burggrafschaft Tirol (Burggrafenamt)
- Burggrafschaft Werben, Sachsen
- Burggrafschaft Worms, bischöflich

### Königreich Böhmen
Im Königreich Böhmen gehörten die Burggrafenschaften zu den Landesämtern, demgemäß die erblichen Herrn eines Burg-Bezirkes in Böhmen als Burggrafen bezeichnet wurden, soweit sie eine militärische oder polizeiliche Funktion auszuüben befugt waren. Mitunter war es ein hoher Titel, wie z. B. der „Burggraf von Karlstein“ der Verwahrer des königlichen Archivs und der Kron-Kleinodien war. Die Bezeichnung „Oberst-Burggraf von Böhmen“ für den Burggrafen von Prag sollte bis ins 19. Jahrhundert den ersten Würdenträger des Landes herausheben.
- Burggrafschaft Glatz
- Burggraf der Burg Karlštejn
- Burggraf von Königgrätz[11]
- Burggrafschaft Prag (Oberstburggraf)

### Herzogtum und Königreich Preußen
Zur Regierung des Herzogtums Preußen, ab 1701 Königreich Preußen, gehörte der (Ober-)Burggraf im Herzogtum bzw. Königreich Preußen. Er war Mitglied im Oberrat und bekleidete dort den zweiten Rang nach dem Landhofmeister.

### Polen-Litauen
In Polen-Litauen gab es drei Arten von Burggrafschaften (Kasztellanowie, Kastellaneien). Drei übergeordnete, die keiner Woiwodschaft unterstanden
- Kastellan von Krakau
- Kastellan von Wilna (Vilnius)
- Kastellan von Troki (Trokai)

36 große Kastellaneien, unter anderem in den deutschsprachigen Städten
- Burggrafen von Danzig
- Burggrafen von Thorn (Toruń)
- Burggrafen von Elbing (Elbląg)
- Burggrafen von Culm (Chełmno)

und 49 kleine Kastellaneien